# Trạm Hành
Trạm Hành là một xã thuộc thành phố Đà Lạt, tỉnh Lâm Đồng, Việt Nam.

## Địa lý
Xã Trạm Hành nằm ở phía đông nam thành phố Đà Lạt, cách trung tâm thành phố 26 km và có vị trí địa lý:
- Phía đông giáp thị trấn D'Ran, huyện Đơn Dương
- Phía nam giáp xã Lạc Xuân và xã Lạc Lâm, huyện Đơn Dương
- Phía tây giáp xã Xuân Trường và xã Đạ Ròn và xã Hiệp An, huyện Đức Trọng
- Phía bắc giáp xã Xuân Trường.

Xã Trạm Hành có diện tích 54,45 km², dân số năm 2022 là 5.777 người, mật độ dân số đạt 104 người/km².

## Hành chính
Xã Trạm Hành được chia thành 4 thôn: Phát Chi, Trạm Hành 1, Trạm Hành 2, Trường Thọ.

## Lịch sử
Ngày 6 tháng 3 năm 2009, Chính phủ ban hành Nghị định số 10/NĐ-CP về việc thành lập xã Trạm Hành trên cơ sở điều chỉnh 5.431,38 ha diện tích tự nhiên và 5.086 người của xã Xuân Trường.